# Parc national de Hakusan
Le parc national de Hakusan (白山国立公園, Hakusan Kokuritsu Kōen) est un parc national japonais situé dans la région centrale de Chūbu. Le parc a été créé en 1962 et couvre une surface de 477,00 km2.